# Ганс Вредеман де Вріс
Ганс Вредеман де Вріс (нід. Hans Vredeman de Vries 1527 ? — 1607 ?) — нідерландський архітектор, фортифікатор, інженер, художник, гравер доби відродження, маньєризму та раннього бароко.

## Життєпис

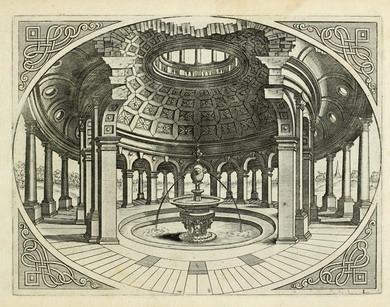
Ганс Вредеман де Вріс. «Проєкт ротонди», видання 1601 р.

Народився в місті Леуварден, Фрисландія, на півночі Нідерландів. Точної дати народження невідомо. За даними історіографа Карела ван Мандера народився у 1527 р. в родині емігрантів з Німеччини (батько був військовим).
Наполегливо вивчав трактати Вітрувія та Себастьяно Серліо в перекладах свого вчителя Пітера Кука ван Альста. Почалися його мандри нідерландськими містами. Мешкав у місті Мехелен, де органістом місцевої церкви працював його брат Себастьян Вредеман де Вріс. Перебуваючи у Південних (Іспанських) Нідерландах брав участь в декоруванні церемоніальних парадів на честь іспанських імператорів Карла V та його сина Філіпа ІІ.
Ганс Вредеман де Вріс обрав кар'єру архітектора і військового фортифікатора. Але роками займався декором і створив чимало проєктів декору світських споруд. Ретельно вивчав перспективу і створив низку гравюр з власними проєктами архітектурних перспектив, садових павільйонів і палаців. Частку власних ідей в архітектурі переніс в картини олійними фарбами, але зажив європейської слави саме графічними творами.
Згодом оселився в місті Антверпен, відомому мистецькому центрі Південних (Іспанських) Нідерландів. 1563 року в Антверпені була надрукована його книга «Архітектура».
Дотримувався протестантизму, перебуваючи в католицькому оточенні. В роки іконоборства і початку Реформації був вимушений тікати з Іспанських Нідерландів в протестантську Німеччину, рятуючи власне життя від каральних експедицій Алессандро Фарнезе.
Працював у Франкфурті і у Вольфенбюттелі, де створив новий план розпланування міста та фортеці. Замовником плану і споруд був Юліус, герцог Брауншвейг-Люнебургзький. Герцог помер і проєкт архітектора не був здійснений.
Ганс Вредеман де Вріс мимоволі став мандрівним майстром і працював в німецьких на той час містах Гамбург, Данциг (1592), у Празі (1596). В резиденції австрійського імператора Рудольфа ІІ (Градчани) створив декілька архітектурних перспектив. Мав власні завдання і Пауль Вредеман де Вріс, син і помічник батька.
1600 року перебрався в спокійний і протестантський Амстердам. Його покровителем став принц Морітц Нассау.
У 1604 році зробив спробу влаштуватися викладачем з перспективи і архітектури у Лейденський університет. Але керівництво університету, що мало власне самоврядування, де Врісу відмовило, незважаючи на патронаж принца Морітца.
1604 року вже літньою особою побачив надрукованим власний трактат «Perspectiva dat is de hooch gheruemde conste…».

## Родина
Був одружений. Мав синів Паулюса (1567—1617) та Соломона (1556—1603), котрі теж були художниками. Син Паулюс супроводжував батька у його вимушених мандрах разом із його учнем і помічником Хендріком Артсом (? 1565—1603).

## Смерть
Точної дати смерті Ганса Вредемана де Вріса невідомо. За останню беруть 1607 рік. Спадкоємцем майна художника і гравера був син Пауль, що перебував на той час у місті Гамбург.

## Вибрані архітектурні гравюри

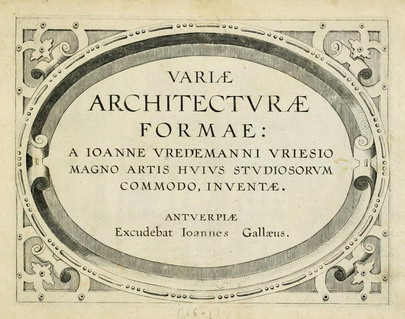
Титульна сторінка видання «Variae architecture formae» латиною[9], видання 1601 р.
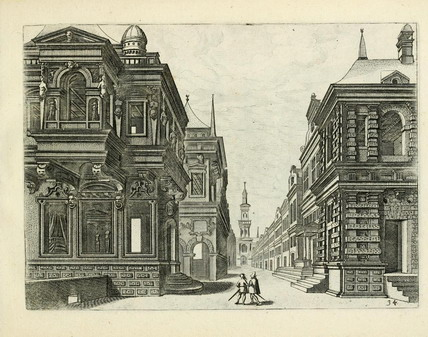
Ганс Вредеман. «Вулиця фантазійного міста».
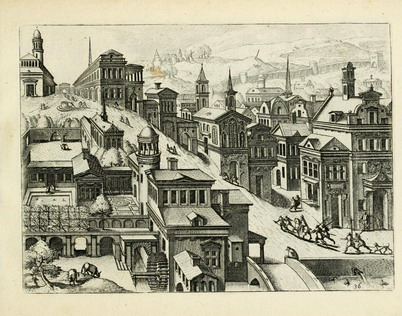
Ганс Вредеман. «Фантазійне місто на пагорбах».
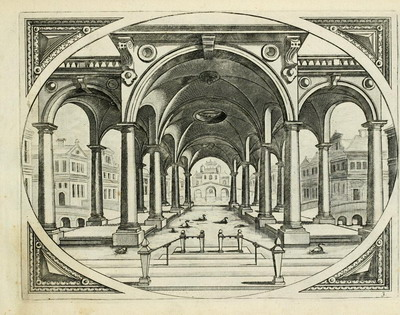
Ганс Вредеман. «Колонада на воді».
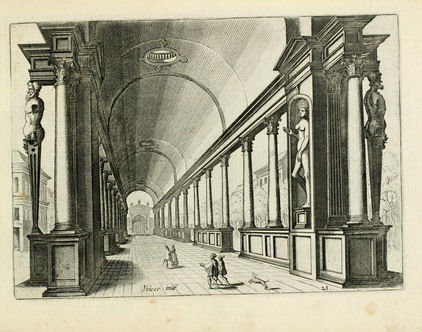
Ганс Вредеман. « Фантазійна галерея».
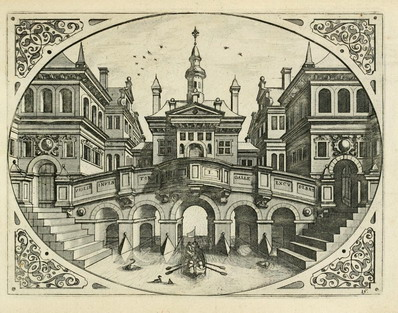
Ганс Вредеман. «Проєкт мосту».
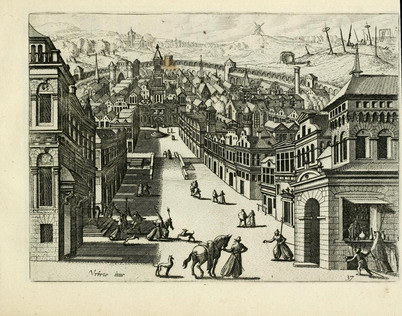
Ганс Вредеман.«Місто на пагорбах. Панорама»
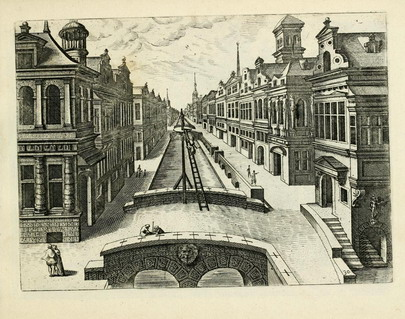
Ганс Вредеман. «Канал у фантазійному місті».

## Архітектурні фантазії олійними фарбами

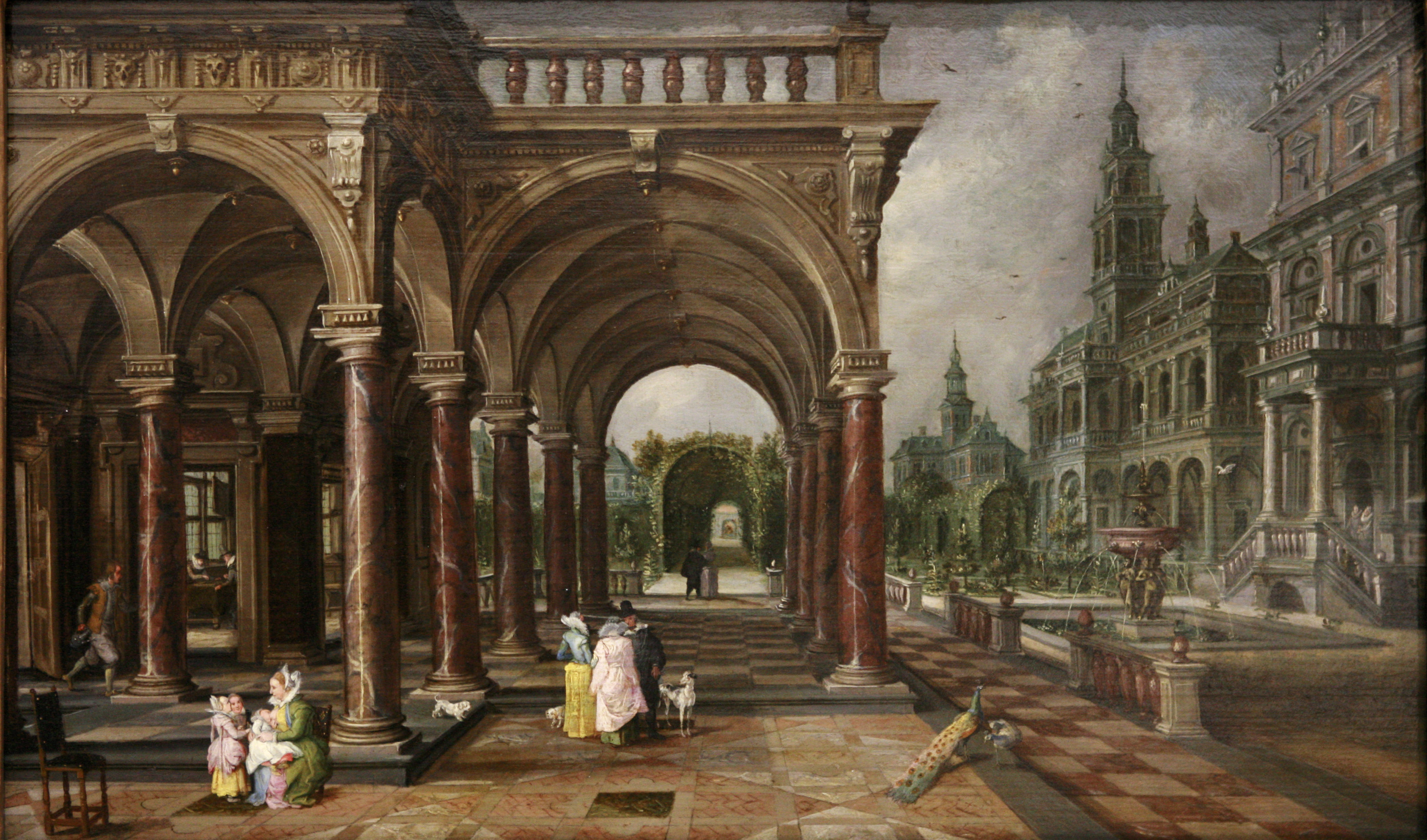
«Фантазійні споруди в садах доби відродження», до 1600 р. Музей красних мистецтв, Страсбур.

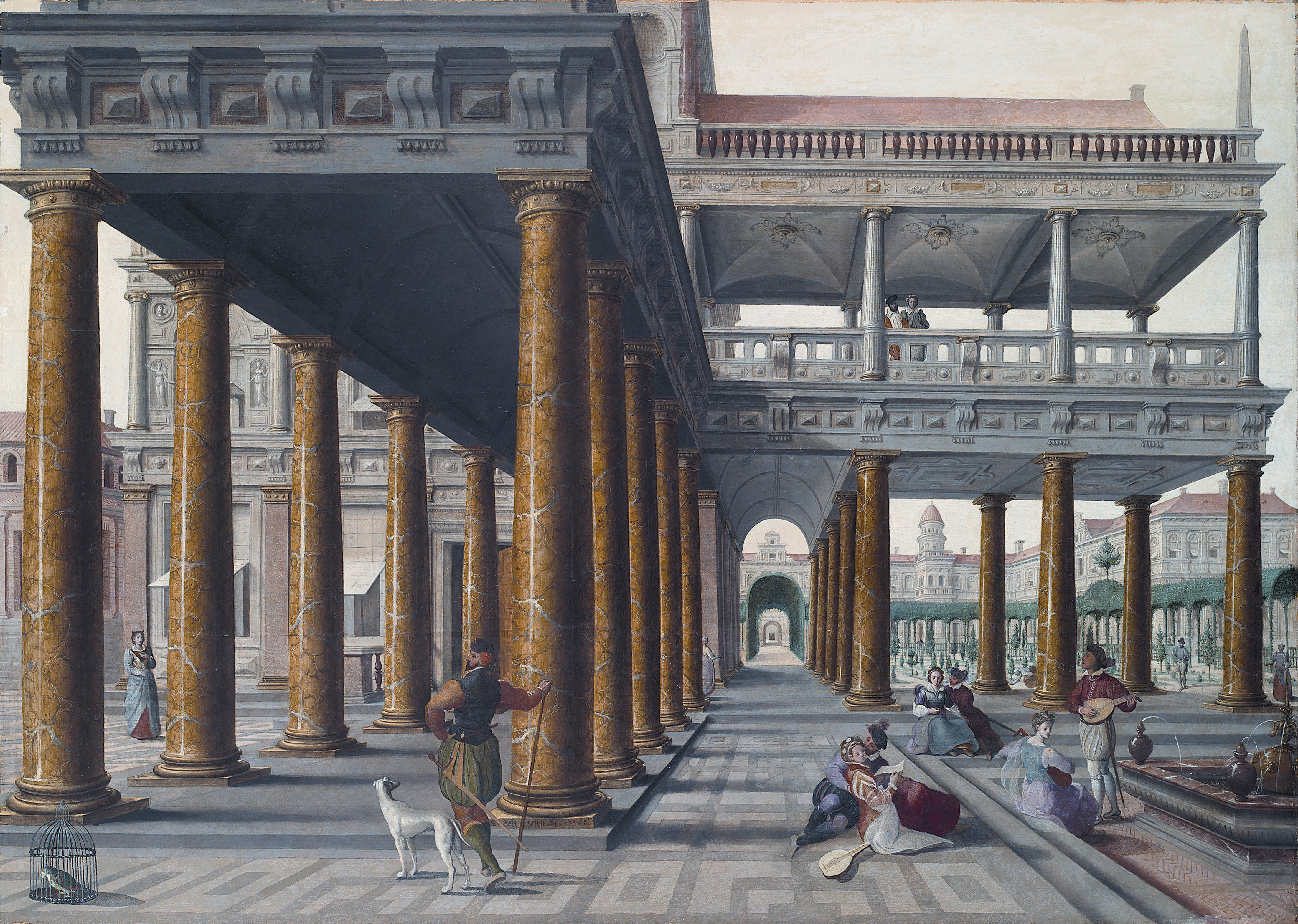
«Капріччо з галереєю та закоханими парами», 1568  р., Музей красних мистецтв, Більбао.
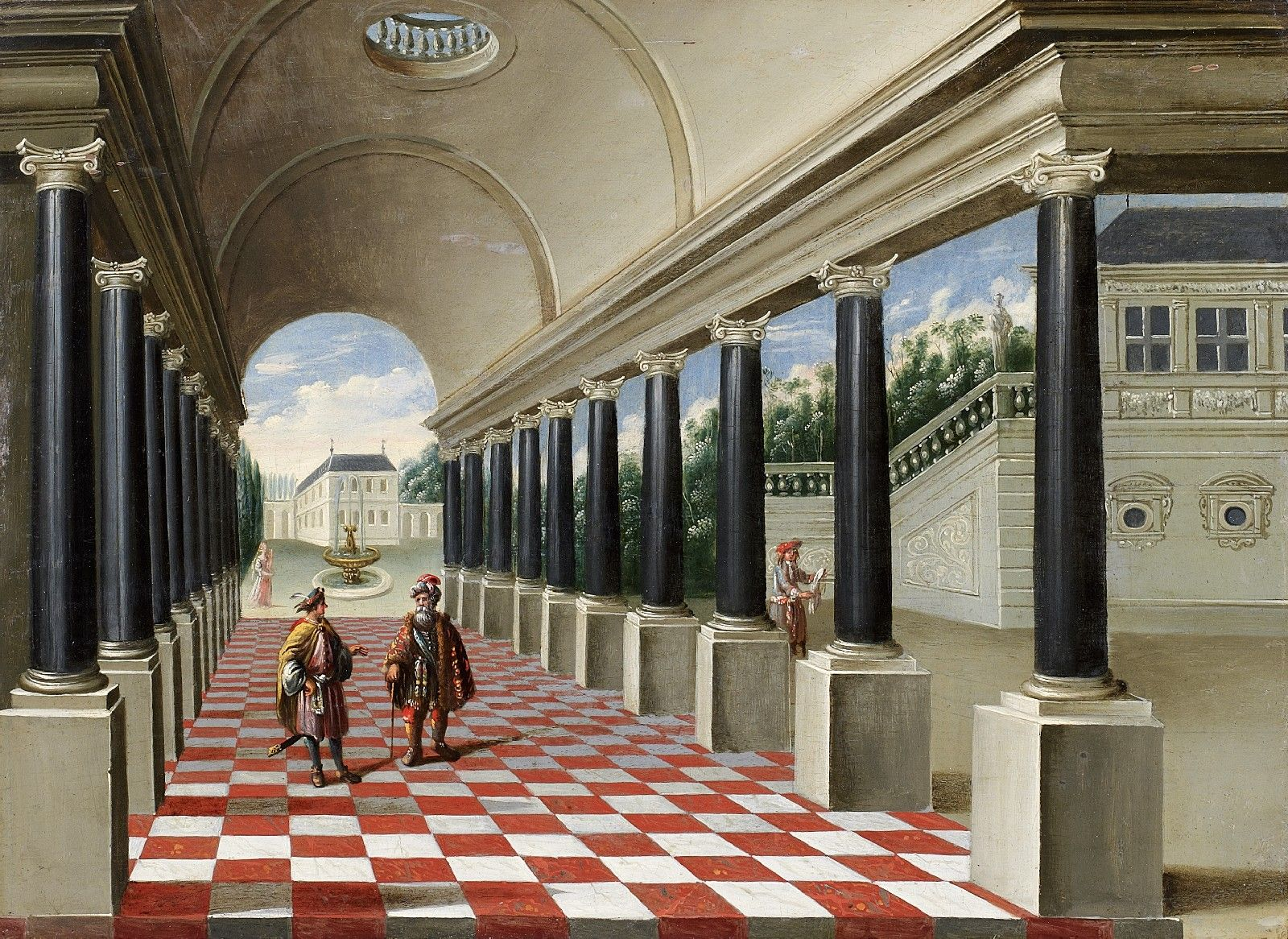
Невідомий послідовник Ганса Вредемана. «Галерея фантазійного палацового саду»
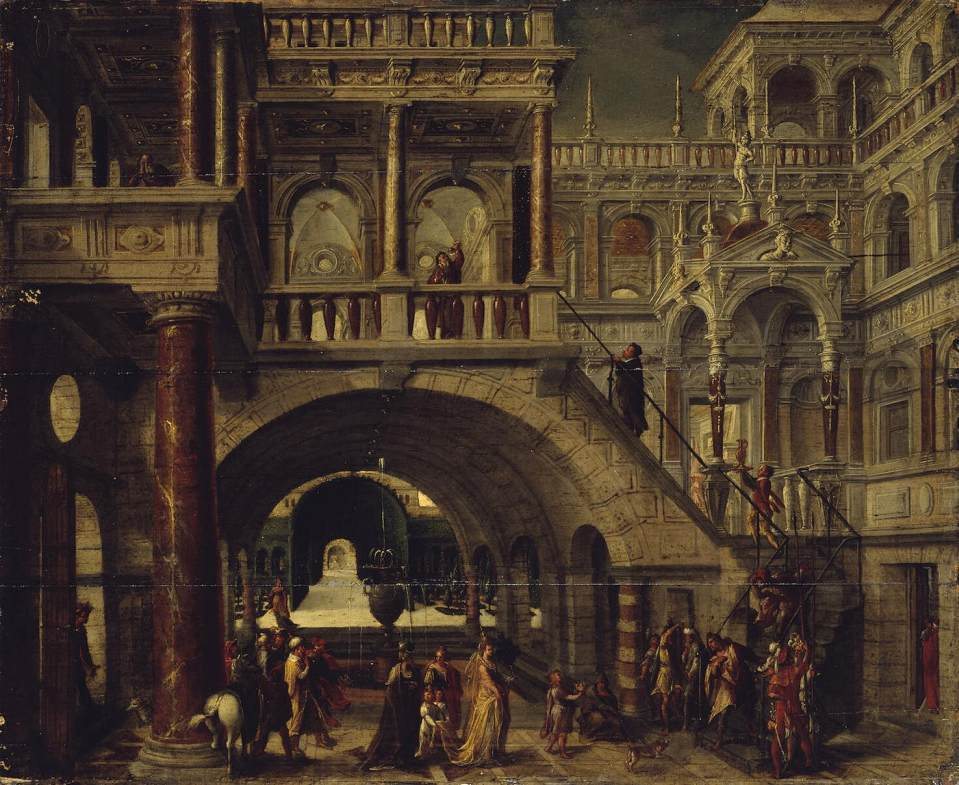
«Фантастична палацова споруда», кінець 16 ст., Ермітаж, Санкт-Петербург[10].

## Ганс Вредеман та садова тематика

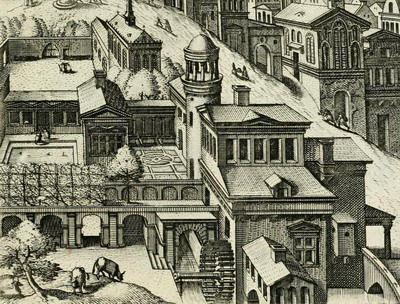
Ганс Вредеман. Садок на рівні другого поверху, фрагмент гравюри «Місто на пагорбах», видання 1601 р.

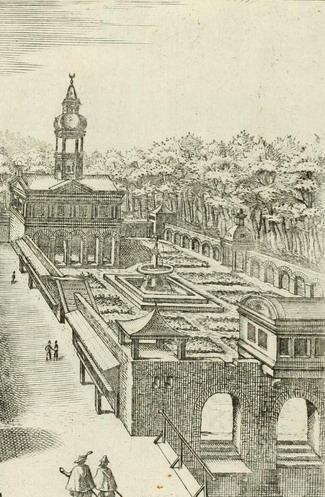
Ганс Вредеман. Типовий голландський ренесансний сад (відокремленість парканами, асиметрично вибудований палац, нескладний фонтан в центрі саду). 1601 р.

На відміну від пізніх садів Італії, де переважали парадність і пафос, в садах Нідерландів анахронічно затрималась стилістика саду відродження — невеликі розміри, інтимність, геометризм, увага до квітів і запашних трав (чого не було в Італії). Ренесансна садівнича традиця в Нідерландах затрималась набагато довше, ніж в самій Італії . Корективи вносили нерівномірність, несінхронність темпів культурного розвитку навіть сусідніх країн.
Умови для створення масштабних і парадних садів в країні були надто обмежені. Зазвичай це додатки до палаців небагатьох аристократів чи новітніх багатіїв, орієнтованих на французькі зразки.Палац посідав геометричний центр ділянки і крізь нього таки проходила центральна вісь ділянки, якщо за зразок брався французький сад. Але національною голландською особливістю часто була асиметрія в розташуванні помешкання володаря, його бічне розташування, а сад мав додаткові ділянки, де окрім квітів вирощували запашні трави, овочі, фруктові дерева. В відпочивальній зоні облаштовували зелені кабінети, кожний з власним наповненням (запашні трави, фонтан, ягідні кущі, плодові дерева). Центральна алея не була широкою, хоча добре поєднувала кабінети між собою. Використовували як невеликі тераси, так і рослини у горщиках на рівні другого поверху. Згодом мініатюрні сади почали створювати на пласких дахах галерей — на насипних ґрунтах на рівні другого поверху. Так відродилась традиція верхових садів, відомих з часів Семіраміди.
Парадними були невеликі ділянки партерів, голландський сад не гнався за парадністю, а надавав перевагу відокремленості, умовам до спостережень і серйозного спілкування. Сади голландців швидко стали сюжетами для картин та гравюр. Численні гравюри садової тематики створювали Ганс Вредеман де Вріс та його син Пауль.
Особа перехідної доби, Ганс Вредеман де Вріс дивно поєднав у власних гравюрах три стилістики 16 століття — пізнє відродження, маньєризм і раннє бароко. Адже він мимоволі працював у периферійних містах Європи, віддалених від Риму і Парижу. В Амстердам, Гамбург, Данциг, навіть у Прагу нові ідеї приходили з запізненням, породжуючи компромісні варіанти в двох або навіть в трьох стилістиках. Помітні обмеження в садівництво вносило і географічне розташування країн: так, звичне для спекотної Італії було неможливим у холодній Швеції при збереженні навіть єдиної стилістики. Ренесансні традиції голландського садівництва виступали тут посередником між культурним надбанням італійців і північних країн. Відомо, що Андре Молле написав трактат з садівництва (« Сад насолод») для королеви Швеції Христини на основі саме голландського (неіталійського) досвіду.

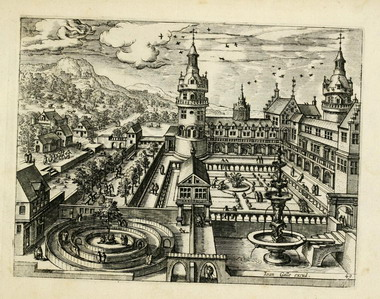
Ганс Вредеман. «Ренесансний сад біля фантазійного палацу», видання 1601 р.
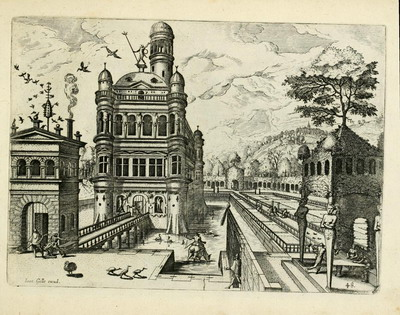
Ганс Вредеман. « Замок-палац на фортечних мурах і сад за ровом з водою», видання 1601 р.